# Iglesia de San José de la Montaña
La iglesia de San José de la Montaña de los Reverendos Padres Agustinos es un templo católico de estilo neogótico ubicado en la villa de Bilbao que comenzó a construirse en 1906, siendo inaugurado la víspera de su titular, el 18 de marzo de 1918.
Proyectado por el arquitecto José María de Basterra y erigida parroquia el 15 de diciembre de 1970, se localiza en la intersección de las calles Elcano e Iparraguirre, frente a la plaza homónima.
En enero de 2020 finalizó el remodelado integral de su fachada.